# Bezpieczeństwo ekonomiczne
Bezpieczeństwo ekonomiczne – pojęcie odnoszące się do terminu bezpieczeństwo, zawężone jednak do ekonomicznych podstaw funkcjonowania państwa. Termin ten wiąże się z dyscypliną naukową, ekonomią, nauką o polityce oraz nauką o bezpieczeństwie i w zależności od poglądów badacza nadawana jest mu określona definicja. Kryterium podziału w tej materii jest rodzaj poglądu na dominującą w przestrzeni wizję modelu funkcjonowania gospodarki narodowej i społeczeństwa oraz rzeczywistości międzynarodowej, jaki reprezentuje dany badacz.

## Charakterystyka
Definicje bezpieczeństwa ekonomicznego można podzielić na cztery grupy. 
- Pierwsza grupa definicji to te, które opierają się na zagrożeniu.
- Druga grupa definicji to te, które łączą zagrożenia i możliwości.
- Trzecia odwołuje się do zdolności państwa do funkcjonowania.
- Czwarta grupa to definicje jednostronne.

Bezpieczeństwo ekonomiczne poprzez zagrożenia definiują Eric Marshall Green, Andrzej Lubbe, Stanisław Michałowski, Eliza Frejtag-Mika; poprzez zagrożenia i możliwości – James Sperling, Emil Kirchner, Patrick De Souza; poprzez zdolności państwa do dobrego funkcjonowania – Christopher Dent, Krzysztof Księżopolski, Konrad Raczkowski; bogactwo – Ramesh Thakur, zdolność przeciwstawiania się wpływom innych – Vincent Cable. Natomiast definicje jednostronnie odnoszące się do konkretnych państw formułują tacy autorzy, jak C. Richard Neu i Charles Wolf. Podani autorzy nie wyczerpują bogatej listy definiujących pojęcie bezpieczeństwa ekonomicznego, ale pokazują główne kierunki myślenia o tym zagadnieniu. 
Według Konrada Raczkowskiego bezpieczeństwo ekonomiczne państwa w rozumieniu szerokim definiowane jest, jako „względnie zrównoważony endo- i egzogennie stan funkcjonowania gospodarki narodowej, w którym występujące ryzyko zaburzeń równowagi utrzymane jest w wyznaczonych i akceptowalnych normach organizacyjno-prawnych oraz zasadach współżycia społecznego". Według Krzysztofa Księżopolskiego bezpieczeństwo ekonomiczne to niezakłócone funkcjonowanie gospodarek, to znaczy utrzymanie podstawowych wskaźników rozwojowych oraz zapewnienie komparatywnej równowagi z gospodarkami innych państw. Definicja ta łączy w sobie element ekonomiczny i politologiczny. 
Autor wyodrębnia cztery wymiary bezpieczeństwa ekonomicznego, które są ze sobą logicznie powiązane i zależne, a mianowicie wymiar finansowy, surowcowo-energetyczny, żywnościowy i dostępu do czystej wody. Oznacza to, iż uznaje łączność takich kategorii jak bezpieczeństwo finansowe, bezpieczeństwo energetyczne, bezpieczeństwo surowcowe, bezpieczeństwo żywnościowe i bezpieczeństwo dostępu do czystej wody. Uznając, iż stosowanie tych kategorii jako odrębnych wynika z dyskursu bezpieczeństwa, który np. w Polsce polega na konsumpcji przez bezpieczeństwo energetyczne – bezpieczeństwa ekonomicznego. Takie ujęcie jest niezwykle szerokie, umożliwia ono jednak podjęcie analizy poszczególnych wymiarów bezpieczeństwa, a następnie dokonanie syntezy i uogólnień celem określana poziomów bezpieczeństwa poszczególnych państw.
Wykorzystaniem tego podziału jest możliwość analizy szczegółowych aspektów bezpieczeństwa ekonomicznego, czego wyraz znajduje się w  publikacji "Wpływ wydobycia gazu łupkowego na bezpieczeństwo ekonomiczne Polski" wydanym w Ośrodku Analiz Politologicznych U.W.
Ciekawe definicje bezpieczeństwa ekonomicznego znajdujemy w literaturze rosyjskojęzycznej. W przeciwieństwie do Anglosasów nauka rosyjska dość późno zajęła się tymi zagadnieniami, choć już dzisiaj ma dość pokaźny dorobek. Kwestie bezpieczeństwa ekonomicznego po raz pierwszy pojawiły się w publikacjach w 1993 roku. Najważniejszymi autorami są I. N. Petrenko, E. A. Olejnikowa, L. P. Gonciarenko, T. E. Kociergina, W. A. Bogomołow, W. K. Senciagowa. W. K. Senciagowa definiuje bezpieczeństwo ekonomiczne jako nie tylko ochronę narodowych interesów, ale również gotowość i zdolność instytucji władzy do stwarzania mechanizmów realizacji i obrony interesów rozwoju krajowej gospodarki, utrzymywania społeczno-politycznej stabilności wśród ludności.
Na przestrzeni lat w związku z rozwojem szerokich relacji między państwami wyodrębniła się dziedzina ekonomii międzynarodowej. Stało się tak za sprawą handlu międzynarodowego, który zapewnił wymianę dóbr i usług na rynku światowym. O znaczeniu danego państwa w dalszym ciągu decydował potencjał militarny jednak jego wymiar i zakres w coraz większym stopniu zależny był od zaangażowania danego kraju w wymianę międzynarodową. Na takim gruncie funkcjonują kolejne definicje opisywanego terminu, które za V. Cable’em uzależniają z jednej strony bezpieczeństwo od dostępu do zaopatrzenia wojska w nowe technologie, z drugiej zaś przypisują narzędziom polityki ekonomicznej państwa znamiona o charakterze działań agresji lub obrony. Mowa tu o bojkotach handlowych czy inwestycyjnych, restrykcjach lub innych działaniach, których zasięg uzależniony jest od potencjału gospodarczego.
Bezpieczeństwo ekonomiczne państwa w ujęciu szerokim definiowane jest, jako "względnie zrównoważony endo- i egzogennie stan funkcjonowania gospodarki narodowej, w którym występujące ryzyko zaburzeń równowagi utrzymane jest w wyznaczonych i akceptowalnych normach organizacyjno-prawnych oraz zasadach współżycia społecznego".
Nieustający proces internacjonalizacji państw napędzany trzecią rewolucją gospodarczą, jaką jest informatyzacja procesów życiowych w tym gospodarczych wpływa na coraz większą zależność ekonomiczną gospodarek tworzących globalny rynek światowy. Handel międzynarodowy uzupełniają obecnie globalne przepływy kapitału o różnorakim charakterze. Bardzo ważną rolę w tym środowisku zajmują korporacje transnarodowe, które zaczynają pełnić rolę podmiotu międzynarodowego. W takich warunkach bezpieczeństwo ekonomiczne kraju zaczyna być zbieżne z koncepcją geoekonomiki (geoekonomii), w myśl której czynnikiem warunkującym pozycję państwa we współczesnym świecie jest jego potencjał gospodarczy, rozumiany jako międzynarodowa zdolność konkurencyjna kraju. Na pozycję konkurencyjną składają się:
- pozycja rynkowa, czyli udziały danego państwa w międzynarodowym obrocie gospodarczym (towary, usługi, technologia, kapitał, bezpośrednie inwestycje zagraniczne);
- sieć powiązań międzynarodowych oraz ich jakość;
- czynniki wewnętrzne takie jak „stan równowagi ekonomicznej, poziom inflacji, bezrobocia, kierunek zmian w równowadze budżetowej oraz sytuacja na rachunku bieżącym, poziom zadłużenia międzynarodowego i rezerw walutowych oraz tendencje zmian w kursie walutowym”[10].

Z jednej strony mamy zatem do czynienia z konkurencyjnością przedmiotu, czyli dbaniem o atrakcyjność wytwarzanych dóbr i usług. Z drugiej natomiast mówi się o konkurencyjności podmiotu, której rolą jest przyciągać potencjalnych inwestorów zagranicznych. Definicję nawiązującą do powyższych rozważani podaje S. Michałowski wskazując, że bezpieczeństwo ekonomiczne jest pewnym „wyobrażeniem w zakresie rzeczywistych, względnie potencjalnych zagrożeń gospodarczych kraju, kształtowane pod wpływem ogólnego stanu zależności ekonomicznych kraju, które określa stopień efektywności zewnętrznej integracji ekonomicznej w wewnętrzny rozwój gospodarczy, zdolność obronną i stabilność systemu społeczno-politycznego danego kraju”. Na ścisły związek między konkurencyjnością kraju i jego bezpieczeństwem ekonomicznym wskazują E. Freitag-Mika i Z. Kołodziejak mówiąc o tzw.: „gwarancji niezagrożonego rozwoju”, czyli stanie będącym efektem właściwego kształtowania wewnętrznych czynników rozwoju oraz współzależności ekonomicznych danej gospodarki. Skrajnym postulatem w tej materii jest głoszone przez H. Morgana i E. Kapsteina całkowite odrzucenie autonomii państwa w kształtowaniu bezpieczeństwa ekonomicznego, którego stan należy badać poprzez globalną analizę handlu, integracji finansowej i zależności pieniężnej.
Kategoria bezpieczeństwa ekonomicznego związana jest z zagrożeniami dla bezpieczeństwa pochodzącymi ze strony działań państwa jak również wynikającymi z funkcjonowania gospodarki. Zagrożeniami jest agresja ekonomiczna, która przyjmuje formę wojny gospodarczej lub uzależnienia. Techniką prowadzenia wojny gospodarczej jest np. stosowanie polityki sankcji ekonomicznych, a uzależnienia np. polityka energetyczna, czy pomoc rozwojowa.